# 池本弘三
池本 弘三（いけもと こうそう）は、日本のアナウンサー。広島県出身。

## 略歴
1979年 株式会社山形テレビに入社。1984年に退社し、フリーに。
報道・スポーツ・情報番組など幅広いジャンルを担当し、安定したアナウンスを見せている。
特にスポーツでは、高校野球・プロ野球、駅伝、マラソン、フットサルなど多彩な種目で実況を担当している。
また、アナウンス学校の講師も務め、後進の育成に力を注いでいる《東京アナウンス塾》。

## 主な出演番組
- 高校野球（山形テレビ、新潟テレビ21、テレビ埼玉、スカイA、J:COM　山形・新潟・埼玉・茨城・千葉・静岡・西東京などの大会で実況を担当）
- プロ野球（テレビ埼玉、ラジオたんぱ、テレビ愛知、スポーツアイ、RFラジオ日本　埼玉西武ライオンズ・中日ドラゴンズ・千葉ロッテマリーンズ・読売ジャイアンツ戦など）
- 大学野球　（BS朝日、スカイA、BIG6.TVなどで　東京六大学野球の実況中継)
- 駅伝（テレビ埼玉「高校駅伝」、RFラジオ日本「横浜国際女子駅伝、箱根駅伝」、飯能日高テレビ「奥むさし駅伝」ほか）
- マラソン（テレビ埼玉、RFラジオ日本などで　埼玉マラソン、東京国際マラソン、横浜国際女子マラソン、東京マラソンほか）
- フットサル（スカイA「スーパーフットサル」）
- サッカー（FM甲府　Jリーグ・ヴァンフォーレ甲府戦）
- テレビ埼玉「常盤6丁目情報局」「TVSニュース」「TVSニュース530」「ニュース930」
- RFラジオ日本　「読売新聞ニュース」「ジャイアンツ・ジョッキー」
- ラジオたんぱ「たんぱストレートナイター」実況

このほか、テニス・ボウリング・ハンドボール・バレーボール・バスケットボール（高校、Bリーグ）などのスポーツ、「埼玉政財界人チャリティ歌謡祭」「選挙開票速報」など特番を幅広く担当。